# Середньовічні гірничі технології
Середньовічні гірничі технології

## Розвідки рудних покладів
Початку розробки рудних покладів завжди передували пошуки родовищ, які вели найбільш досвідчені гірники-рудознавці (найуспішнішими серед них протягом XII — XIV ст. були монахи-цистерціанці). Основні способи розвідок наведемо за працею Ґеорґіуса Аґріколи «De Re Metallica» (1556 р.), де узагальнено середньовічний досвід розвідувальних робіт, тогочасні раціональні та дивоглядні точки зору на пошукову справу. За Ґ. Аґріколою найважливішими пошуковими ознаками й способами виявлення покладів є:
- 1. «Уламки руди, що виносяться потоком (води) із землі». Цілком по-сучасному звучать міркування: «Якщо такі уламки розкидані на поверхні землі і притому гладенькі, то рудні жили в більшості випадків відстоять від них далекій відстані, бо потік, що захопив винесені ним частинки руд далеко від їх жил, встиг їх обточити доки штовхав все далі. Якщо ж ці уламки застряли в землі і шорсткі, це означає, що вони знаходяться поблизу від рудних жил». Використовують цей досвід пошуку рудних жил і сучасні старателі.

- 2. Характер рослинності над рудними жилами (рудним тілом): «…іній, який трохи біліє часами на всіх травах, за винятком тих, що ростуть над жилами» — ця цікава, але вже дещо призабута пошукова ознака ще зберігається в арсеналі польових геологів. Ґ. Аґрікола пояснює: «…жили випускають з себе тепло і сухість, що перешкоджає згущенню вологи… отже, там, де мокрі трави не покриваються інеєм, під ними криється жила. Якщо вона сильно виділяє тепло, то земля народжує трави низькі і неприродного кольору». На переконання середньовічних гірників «жили виділяють випаровування», тому якщо «в якому-небудь місці дерева, зростаючі довгим рядом, раптом втрачають свою свіжість і чорніють або рябіють або одне за одним валяться вітром, там криється жила. Іноді також довгою смугою над місцем, де простягається жила, росте яка-небудь трава або який-небудь рід грибів, причому їх немає над породними прошарками».

Докладно описані дерева, які ростуть над рудними жилами. Їх листя «весною має голубуватий або синюватий колір, гілки, особливо верхні, чорнуваті або забарвлені яким-небудь іншим неприродним кольором, стовбури розщеплені і деревина стовбурів і гілок також чорнувата або строката». Ці явища викликаються, — на думку Ґ.Аґріколи, — «дуже теплим і висушуваним випаровуванням, яке, не щадячи коріння дерев, сушить їх і знесилює».
- 3. Чи не найбільшого авторитету і водночас навіть слави надприродної сили у гірничому мистецтві зажила «рудопошукова лоза» або «чародійна лоза». Про неї згадують ряд давніх авторів. Водночас, одні стверджують, що цей метод приносить їм найбільшу користь в знаходженні руд, інші це заперечують. Для пошуку різних металів користувалися різними рудопошуковими лозами, а саме: горіховими для срібних руд, ясеневими для мідних, сосновими для свинцевих і особливо для олов'яних і, нарешті, залізними прутиками для знаходження золота. Спосіб користування такими лозами доволі простий: «беруть рогатку з лози за її ріжки, стискаючи руки в кулаки; при цьому, однак, вважається обов'язковим, щоб стислі в кулак пальці були звернені до неба і щоб лоза тим кінцем, до якого сходяться обидві ріжки, була піднята догори. Потім шукачі руд з цими прутиками пускаються бродити по гірських місцях. Як вони запевняють, лише тільки вони наступлять на жилу, їх лоза повертається донизу, вказуючи їм на родовище, а лише тільки вони відійдуть від місця цієї жили, вона знову стає в їх руках нерухомою».

У праці «De Re Metallica» сформульовано п'ять умов необхідних для того, щоб лоза виконувала своє призначення: «перша з них — це величина прутика, бо сила руд не в змозі повернути дуже велику палицю; друга — форма лози, бо якщо вона не вилоподібна, то сила, мовляв, не може повернути її; третя — сила руд, що мають властивість цього притягнення; четверта — правильне поводження з лозою; і, нарешті, п'ята — відсутність у лозошукачів яких-небудь прихованих властивостей, що заважають впливу руд на неї».
Водночас, лозоходство не було беззастережно прийнятим методом пошуку руд у давнину й залишається до сьогодні предметом суперечок. Сучасна наука дає лише непрямі пояснення біофізичного методу пошуків, проте тривале й широке застосування цього методу свідчить про помітний ефект застосування «рудопошукової лози». Основний інструмент лозоходства — «чародійна лоза» («чарівна паличка» або «чарівничий жезл») фігурує в дуже давніх оповідях. Так, у Другій книзі Мойсея описані чародійства єгипетських волхвів, що обертали жезли в змій: «І кинув кожен із них своє жезло, і стали жезла гадюками; та пожерло жезло Аронове їх жезла» (7:12). Коли народ Ізраїлю став сваритися у безводній пустелі, Господь наказав Мойсею взяти свою палицю та йти до скелі в Горебі: «…і вдариш ти по скелі, і рине з неї вода, щоб напились люде» (17:6). У «Одіссеї» Гомера спостерігаємо, як богиня мудрості Мінерва несподівано перетворює чарівним жезлом старого Одіссея в юнака, а потім знову в старця, а чаклунка Цирцея подібним же чином перетворює товаришів Одіссея у звірів і повертає їм знову людську подобу; так само й Меркурій своїм берлом наводить сон на не сплячих і пробуджує тих, хто спить. Таким чином, чарівна паличка (жезл), можливо, була застосована для пошуку руд як запозичення з таємничих практик ворожіння й чаклунства (таким же містичним вважався для багатьох і пошук руд).
Висновок самого Ґ.Аґріколи стосовно «рудопошукової лози» однозначно скептичний: «справжній гірник, в якому ми хочемо бачити ґрунтовну і серйозну людину, не стане користуватися чарівною паличкою, бо хоч трохи досвідчена в природі речей і розсудлива людина розуміє, що „рогатка“ їй у цій справі ніякої користі не принесе, але що вона має у своєму розпорядженні, як я вже указав вище, природні ознаки руд, якими вона і повинна керуватися».
4. Нарешті, серед способів виявлення родовищ Ґ. Аґрікола називає розвідувальні гірничі виробки: «гірник закладає шурфи; якщо ж він руди тут не виявляє, то він близькими один до одного шурфами доти розвідує це місце, поки не наштовхується на вихід рудної жили».

## Руйнування гірських порід
Після виявлення ймовірного місця розташування рудних покладів, ставилось завдання розкриття їх гірничими виробками й подальшої розробки рудних тіл, що забезпечували технології руйнування гірських порід. Основним способом, який майже не змінився з часів Давнього світу, залишалося ручне відбивання грудок породи гірничими інструментами. У відносно слабких, або порушених, тріщинуватих породах використовували традиційну кірку, або її гірничий різновид — кайлу. Проте, найбільше розповсюдження отримала технологія відбивання породи залізним зубилом під ударами молотка. В часи середньовіччя спосіб було вдосконалено: зубило насаджено на короткий держак, що унеможливило нанесення удару молотком по руці гірника, дозволило зменшити розміри й вагу зубила. Прохідник брав у вибій «низки» змінних залізних зубил і використовував їх при затуплені чергового «робочого органа». Оскільки гірничими молотками було пройдено більшість гірничих виробок часів середньовіччя, ці знаряддя праці стали найпоширенішим символом гірництва, який використовується й сьогодні.
Ще одним способом руйнування порід — був клиновий спосіб. Він передбачав відділення достатньо великої брили руди (породи) шляхом утворення в заданому місці гірського масиву щілини, в яку вбивали залізні чи дерев'яні клини й ломи, чим відривали породний блок від гірського масиву. У подальшому породний негабарит розколювали за допомогою клинів чи гірничих молотків.
Використання ручної праці й найпростіших інструментів для руйнування порід іноді поєднували з попереднім застосуванням вогневого методу, відомого з давніх часів (див. підрозділ 2.2). Оскільки середньовічна Європа ще рясніла лісами, обпалення гірського вибою застосовували в умовах міцних порід дуже широко. Перепад температур (підсилений водним охолодженням розпеченого вибою) призводив до утворення численних тріщин і порушень, що значно спрощувало подальше руйнування порід гірничими інструментами. Стримуючим фактором застосування цієї технології була нестача кисню для інтенсивного підтримання багаття у деяких віддалених вибоях, що зумовлювалось проблемами вентиляції виробок, а також присутність у шахтному середовищі вибухонебезпечних газів і отруйних речовин в рудах (наприклад, наявність арсену), які звільнялися під час обпалення гірського масиву й загрожували життю й здоров'ю гірників. Проте більшість загроз не була на той час зрозумілою й не перешкоджала застосуванню вогневого методу. Вогонь в опінії середньовічних художників і вчених був одночасно руйнуючою й творчою силою.
Справжньою революцію в технології руйнування гірських порід стало застосування підривного способу. Використання пороху в гірництві йшло за аналогією з військовою «мінною справою», що передбачала підривання пороху в мінних камерах під мурами міст і фортець (раніше замість пороху підпалювали горючі матеріали, які знищували дерев'яні опори й призводили до обвалення камери й частини муру). Порох для підривання мурів вперше було застосовано турками 1439 р. під час осади Белграда (тоді — прикордонного міста-фортеці Угорського королівства). Історія зберегла ім'я найбільш уславленого в Європі майстра мінної справи — іспанського інженера Педро Наварро, який на початку XVI ст. зумів за допомогою пороху «відкрити» найбільш неприступні фортеці турецьких і французьких противників Іспанії. Перші в світі «мирні» підривні роботи, пов'язані з руйнуванням гірських порід, були розпочаті 1548 р. у Великому Князівстві Литовському (до складу якого входила й Україна). Микола Тарло за допомогою порохових зарядів провів підриви скель і кам'яних брил на річці Німан, чим забезпечив безперешкодне судноплавство цією транспортною артерією. Використання пороху в каменоломнях відоме з 1570 р. (Каррара, Північна Італія). Початок застосування підривних робіт у копальнях датують за непрямими ознаками 1612 р. (рудник золота Злотий Сток, Польща), а за документальними свідченнями — 1627 р. (рудник срібла в Банській Штявниці, Словаччина). У першій половині XVII ст. підривні роботи вели також на рудниках Фрайберга та Гарца (Німеччина).
Вже перші спроби утворення заповнених порохом ніш у підошві вибою гірничих виробок забезпечили відривання й подрібнення навколишніх порід, що значно прискорило темпи спорудження виробок. Наступним технологічним кроком було розподілення порохового заряду у штучних отворах (шпурах), утворених у породному вибою, замість зосередження всього заряду у його підошві. Це забезпечило ефект відбивання порід по всій площині вибою й подрібнення їх до зручних для навантаження розмірів. З другої половини XVII ст. отримує розвиток технологія видовбування (ударного буріння) отворів в породних вибоях за допомогою долотчастого буру й молотка або молота. Михайло Ломоносов у книзі «Перші основи металургії або рудних справ» так описав цю технологію: «Залізний бур довжиною в два аршини (1,42 м), товщиною в діаметрі два дюйми (5,08 см), на кінці з чотирьохгранним вістрям. Цим буром пробивають у твердому камені отвори, наповнюють їх порохом і, запаливши, величезні частини гори для полегшення праці відривають». Слід додати, що ударне буріння передбачало ручне обернення бура після удару, а також періодичне очищення шпуру від бурового дрібняку за допомогою стрижня з пластиною на кінці. Оскільки вістря бурів швидко спрацьовувались, прохідник мав комплект бурів різної довжини (буріння починали короткими бурами з більш широким вістрям).
Доволі складними та небезпечними залишались способи підпалення порохових зарядів. Якщо для передачі полум'я заряду, розташованому в підошві вибою, достатньо було утворити «порохову доріжку» заданої довжини (часу її горіння повинно було вистачити для укриття гірника в безпечній ніші), то підпалення зарядів у шпурах здійснювали за допомогою соломинок чи сірчаних ниток, що суттєво підвищувало загрозу життю підривника.
Доволі тривалий час руйнування порід вели за допомогою усіх вищезгаданих технології та ручних знарядь і лише в XIX ст. буропідривний спосіб отримав помітну перевагу над іншими.

## Кріплення виробок
Магістральні виробки, пройдені в міцних породах не кріпили. Вузька, витягнута форма перерізу сприяла їх стійкості, причому деякі незакріплені виробки збереглися до сьогодні. Там, де спостерігали розшарування, зміщення або обвалення порід, застосовували дерев'яне кріплення. Кам'яну кладку почали застосовувати з середини XVI ст., причому область її застосування обмежувалась здебільшого магістральними виробками з великим строком служби в умовах підвищеного гірського тиску. У камерах крім ціликів і мурованих з породи опор між підошвою та покрівлею виробки споруджували дерев'яні костри. Для підвищення стійкості породного масиву використовували закладку експлуатаційних виробок пустою породою.

## Маркшейдерська зйомка
Визначення напрямків проведення виробок і їх розмірів, відстаней між підземними спорудами, величини рудних тіл і меж гірничих ділянок потребували складних інструментальних досліджень і особливих гірничих спеціалістів — маркшейдерів (нім. Markscheider — «розмежовувач»). Значний розвиток підземної геометрії спостерігався з кінця XIII — початку XIV ст. і був пов'язаний з утвердженням в Центрально-Східній Європі Гірничого права, яке відкрило широкі можливості для розробки руд, що в свою чергу потребувало підземного розмежовування численних гірничих ділянок різних власників, створення кадастру запасів тощо.
Ось як Ґ. Аґрікола визначає завдання маркшейдерів: «Гірники вимірюють гірську товщу для того, щоб власники рудників могли заздалегідь зробити розрахунки, і для того, щоб їх рудокопи не заходили на чужі рудничні поля. Маркшейдер вимірює ще не пройдені відстані між устям штольні й шахтним стовбуром… визначає в штольнях та інших виробках межі, які достеменно відповідають межам відводу, встановленого бергмайстром на поверхні». Далі Аґрікола підкреслює важливість точних маркшейдерських вимірювань: «Треба особливо стерегтися відхилення від правильної міри, оскільки якщо на початку роботи допущена за недбалістю вельми мала помилка, то вона може спричинити кінець кінцем великі хиби». Серед маркшейдерських способів і приладів Аґрікола описує компас з поділеним на 12 частин колом і використання його для зйомки гірничих виробок, вимірювальні рейки, рішення геометричних задач методом подібности трикутників.
1560 р. німецький маркшейдер Ямнітцер винайшов підвісний компас (бусоль) і підвісне півколо, що дозволило орієнтувати похилі виробки. З 1574 р. використовують компас із візирним приладом і покажчик кутів — вількенвайзер (прообраз теодоліту). Наприкінці XVI ст. маркшейдерські плани виконують у достатньо великих масштабах — від 1:2000 до 1:200, їм надають орієнтацію за сторонами світу, отримують розвиток вертикальні перерізи й профілі поверхні.

## Водовідлив
Достатньо тривалий час найуспішнішим способом боротьби з водопритоками підземних і атмосферних вод було спорудження спеціальних водовідливних штолень, у які збиралися води з прилеглих виробок і самопливом скидалися на гірські схили. Проте в багатьох випадках (рівнинний рельєф, ведення розробок нижче рівня підошви гори, дуже велика відстань від рудного тіла до можливого місця закладання штольні) використати самоплив води було неможливо, що потребувало її вичерпування або відкачування, причому в разі значних водопритоків середньовічні гірники були змушені залишати навіть багаті розробки.
Коли води було небагато її відводили в нижню частину вертикального стовбуру (зумпф), звідки вичерпували цебрами або шкіряними мішками за допомогою звичайного коловороту. Як зазначають середньовічні автори (Аґрікола, Льохнейс) в умовах розкриття родовища похилим стовбуром десятки й навіть сотні гірників мусили шикуватися вздовж виробки й передавати один одному відра з водою.
Серед механічних пристроїв широке застосування отримали норії та помпи. Норії (з арабського — «водочерпалки») широко застосовувались для підйому води з водойм (водні колеса, оснащені черпаками) та глибоких колодязів (рушійне колесо й велика кількість посудин на замкненому канаті), спорудження яких було широко розповсюджене в арабському світі. Через Кордовський Халіфат і Іспанію ці технології підйому води потрапили в Європу й почали застосовуватися в колодязях і копальнях. Вдосконаленням водопідйомних машин займалися найкращі європейські інженери, зокрема Леонардо да Вінчі. Як привод рушійного колеса норій на рудниках використовували м'язову силу людини, водний потік або тяглових тварин (останні два типи рушія з'явилися на копальнях на початку XVI ст.).
На відміну від технології черпання, поршневі помпи забезпечували процес відкачування води дерев'яними трубами (здебільшого їх виготовляли із стовбурів вишневих дерев). Нижню трубу закріплювали в зумпфі, причому на її кінець одягали плетений кошик для запобігання засмічуванню. Всередині труб на дерев'яних стрижнях рухались штоки. Верхня частина стрижнів входила в зачеплення з важелями, що рухались під час обертання валу. Рушієм валу міг бути водний потік, спрямований на приводне колесо. Головними недоліками таких помп була відносно мала продуктивність і висота піднімання води — зазвичай до 20 — 30 м, причому кожна секція піднімала воду на відстань до 4 м. Численні описи та рисунки складних і трудомістких водовідливних машин, що потрапили до середньовічних гірничих книг (серед них виділяються конструкції Швайпольта Фіоля з Кракова та угорського інженера Йоганна Турзо — співвласника промислово-банківської компанії Фуггера-Турзо), свідчать про наполегливі спроби гірників вирішити проблему водопритоків хоча б для малих глибин розробки. Проте, вельми обмежені енергетичні можливості (сила водного потоку чи тяглових тварин) не були спроможні забезпечити ведення гірничих робіт у випадку значних водопритоків. «Буває й так, що воду можливо було б відкачати машинами, але їх не використовують з тієї причини, що витрати на них перебільшують прибуток від розробки відносно бідної жили» (Ґ. Аґрікола).

## Вентиляція
Чим глибше спускалися гірничі роботи, чим більше віддалялися від стовбурів вибої виробок, тим складніше було забезпечувати процеси подачі свіжого повітря й відведення небезпечних газів, тобто підтримувати в підземному просторі копальні атмосферу, необхідну для безпечного ведення гірничих робіт. Це завдання здійснювалось головним чином шляхом природної тяги, яку створювала комбінація виробок, що мали вихід на поверхню (наприклад, стовбури, штольні) і сполучених з ними експлуатаційних виробок. Здебільшого природну тягу забезпечували шляхом спорудження по трасі магістральних підземних виробок вентиляційних стовбурів, відстань між якими зазвичай не перебільшувала 200 м.
Одним із штучних способів підвищення інтенсивності провітрювання виробок був підігрів вихідного потоку повітря, який здійснювали в донній частині відповідного вентиляційного стовбура. Для цього в стовбур опускали жаровню з розпеченим деревним вугіллям, яке створювало додаткову тягу й підсилювало ефективність всмоктувального способу вентиляції. Після прогоряння деревини, жаровню підіймали й заповнювали знов розпаленим деревним вугіллям. У неглибоких шахтах підігрів вихідного потоку міг здійснюватися завдяки багаттю, що підтримували в донній частині стовбура.
Для штучного нагнітання повітря у виробки застосовували декілька способів. Перш за все над устями вентиляційних стовбурів на поперечних балках розміщували перехресні дерев'яні щити, які спрямовували атмосферні повітряні потоки до стовбура. Такі пристрої покращували вентиляційний режим лише тимчасово, під час сильних вітрів. Інший спосіб примусової вентиляції забезпечували крильчасті віяла (крильчатка), що розміщували на коловороті над устям стовбура, здебільшого в дерев'яних коробах (футлярах), що спрямовували рух повітря від обертів крильчатки до стовбура. Рушієм крильчатки найчастіше були самі гірники, що обертали вал, іноді використовували силу вітру (за аналогією з вітряком). Крім вказаних способів загальнорудникової вентиляції, яка забезпечувала вільний рух повітря виробками копальні, застосовувався спосіб місцевого провітрювання, коли повітря подавалося трубопроводом у віддалені вибої виробок. Основним пристроєм для нагнітання повітря в цьому випадку слугували шкіряні міхи (подібні до ковальських), а трубопровід складався з дерев'яних труб (видовбаних зсередини стовбурів дерев).
Вентиляція гірничих виробок не тільки забезпечувала рудокопів свіжим повітрям, але й суттєво впливала на безпеку рудників. Виділення в гірничі виробки отруйних і вибухонебезпечних газів загрожувало катастрофічними наслідками. Вибухи в копальнях фіксуються в літературних джерелах з XVI ст. Недостатні енергетичні можливості рушіїв тогочасних вентиляційних пристроїв не могли забезпечити виведення шкідливих газів. Вони накопичувалися у покрівлі виробок і загрожували при певній концентрації нищівними вибухами. Для запобігання цьому лиху гірники періодично мусили випалювати метан факелами, попереджуючи тим виникнення його вибухонебезпечної концентрації. Гірники, які спалювали газ, перед початком роботи одягали на себе вивернуті й змочені водою кожухи, рукавиці, шапки, що закривали обличчя, але уникнути опіків вдавалося не завжди. Іноді метан не вигорав, а вибухав, забираючи життя шахтарів, що стали з ним на двобій. Смертельна боротьба людини з природними небезпеками надихала багатьох митців художніми засобами відобразити героїзм гірників і зберегти його в пам'яті людства. Приміром, випалювання метану в камерах Королівської копальні солі Величка знайшло відображення в літературі, картинах, скульптурі, причому назви творів: «Покутники», «Пекельна їзда» — промовляють самі за себе.

## Спуск-підйом гірників, транспортування корисних копалин
Для потрапляння в копальню гірники використовували пішохідні штольні, а у випадку розкриття покладів стовбурами — спускання драбинами або канатами. У вертикальних стовбурах використовували здебільшого дерев'яні ярусні сходи, для спускання в камери або природні печери (з яких вели розробку) споруджували одну велику драбину від устя до підошви виробки. Зазвичай драбини нічим не огороджувались і спуск-підйом гірників в був небезпечним для здоров'я й навіть життя. Це підтверджував і Аґрікола: «Іноді рудокопи, зірвавшись з драбин, ламають собі руки, ноги, шию, або тонуть у зумпфі». Значне розповсюдження отримали способи спуску-підйому на канатах, які рухались від обертання коловороту. Обертали вал гірники, що працювали на підйомі, або коні (через приводні колеса). Задля зручності спуску гірників канат оснащували кошиками або петлями для сидіння.
«Оскільки існує багато похилих стовбурів, рудокопи іноді сідають на шкуру, підв'язану ззаду до стегон, і з'їзжають униз, подібно хлопчикам, які взимку спускаються з гори-ковзанки. Щоб не впасти, вони тримаються однією рукою за канат, верхній кінець якого закріплений на балці в усті шахти, а нижній — на тичці, вбитій у підошву нижнього майданчика шахтного стовбура» (Ґ. Аґрікола).
Для транспортування видобутих руд і гірської породи здебільшого використовували ручну працю (фізичну силу) людини. Іноді гірники вантажили руду в шкіряні мішки або плетені кошики й виносили на собі горизонтальними чи похилими виробками. Зрідка використовували «гвинтові» стовбури. Крім мішків і кошиків серед транспортних ємностей використовували корита, які видовбували з деревних стовбурів. Їх наповнювали рудою й переносили на собі, підвішуючи на ременях. Загалом способи доставки руди «на плечах» не користувався серед гірників популярністю: велика кількість людей швидко втомлювалась, а грошові видатки найманим носильникам були високі (інша справа — гірничі розробки Давнього Світу, коли, за твердженням Плінія, раби весь видобуток із рудників виносили на собі). З огляду на це, найбільше розповсюдження отримала рудникова відкатка гірських порід тачками чи візками.
Середньовічна тачка майже не змінилася з часом і мала в давнину «цілком сучасний» вигляд: короб з одним колесом та двома ручками за які брався гірник, перевозячи руду штольнею або поверхнею рудника. Крім того, для відкатки використовували візки (прообрази майбутніх вагонеток) — це були дерев'яні ящики, оббиті залізними полосами й кутниками, що мали чотири дерев'яних диска-колеса. Відкатник тримав руками тильну частину візка й штовхав її перед собою. Цікаво, що «оскільки під час руху він (возик) видає звук, що нагадує деяким чином собачий гавкіт, його називають „собакою“» (Ґ. Аґрікола). Найбільш поширеним у європейському гірництві був так званий «угорський собака», відмінною рисою якого були пари коліс різного діаметра. Його застосовували для відкочування руди вузькими, звивистими виробками, що йшли за простяганням рудної жили. Колеса візка котилися дерев'яними дошками, настеленими на підошві виробки. При цьому гірник підштовхував «собаку» з боку малих коліс, що надавало візку легку керованість і рухливість під час слідування хвилястою трасою виробки.
У прямолінійних протяжних штольнях застосовували лежневі дороги. Конструктивно — це колія з виступаючих або уритих врівень з ґрунтом дерев'яних поздовжніх брусів (лежнів). По них гірники вручну перекочували візки з рудою, причому сходу вагонеток з лежневої колії запобігав направляючий стрижень, що входив в проміжок між лежнями, або додатковий проміжний брус. Згодом лежні набули округлої форми, а на колесах візків з'явилися жолоби. Слід зазначити, що лежні не тільки служили напрямними, а й сприймали основні навантаження, причому перекочування візка рейками потребувало в кілька разів менших зусиль, ніж підошвою виробки.
Для підйому руд вертикальними стовбурами використовували бадді (цебра) двох типів — малі (близько 40 л), які піднімали коловоротом вручну та великі (близько 240 л), що транспортували за допомогою кінного приводу. Застосовували також кошики приблизно тієї ж ємності. Оскільки вони були значно легші за бадді, то дозволяли підняти більшу кількість руди. Іноді для піднімання відбитої гірничої маси застосовували мішки з бичачої шкіри.
Підіймальні машини, які використовувалися на давніх шахтах — предмет особливої зацікавленості і уваги істориків гірництва (само слово «машина» спершу означало «підйомник»). Ґ. Аґрікола пише, що «вони були винайдені для відкачування води з глибин землі, куди не досягають штольні, а також для підйому матеріалів з шахтних стовбурів». При цьому він виділяє 5 типів машин «для підйому сухих речовин з шахтних стовбурів».
Перша схожа з сучасним колодязним механізмом і приводиться в рух двома чоловіками, які обертають вал, на якому навитий підйомний канат з серединою прикріпленою до валу. На обох кінцях каната були підвішені залізні гаки, на які чіпляли дужки підйомних цебер. Коли за допомогою рукояток вал обертали, повна баддя піднімалася, а пуста — опускалася. Підняту руду вивантажували з цебер у тачки чи вагонетки, які відкочували або у відвал (терикон) при проходці, або на склад (штабель) з якого брали руду для дроблення й промивки.
Другий різновид підіймальних машин мав крім рукояток махове колесо і застосовувався на більш глибоких шахтних стволах. При підйомі з малої глибини на рукоятці працював один робітник, а другого замінювало махове колесо, при великій глибині — на рукоятках працювало троє робітників, а четвертого замінювало колесо. Після пуску вала рух його підтримується інерцією махового колеса (іноді обважненого свинцем) і обертати його стає набагато легше.
Третя машина мала вертикальний привод, який передавав рух на горизонтальний вал з навитим канатом. Привод приводився в рух ногами робітників, які обертали ступінчасте колесо, відштовхуючись від його перетинок. Вантажопідйомність таких механізмів була більшою, але наявна зубчаста передача сповільнювала хід машини. Вантажі піднімалися з глибини до 180 футів.
Четверта машина піднімала вантажі в шість разів більші, ніж дві перші, і мала кінний привод. Поперемінно з шахтного ствола піднімалося наповнене цебро і опускалося порожнє. Якщо шахтний ствол був глибокий, запрягали чотирьох коней.
П'ята машина конструктивно поєднувала третю і четверту. Нею обладнували шахтні стовбури глибиною до 240 футів. Крім того, її використовували для підйому вантажів з нижніх горизонтів на верхні. Практика підйому з горизонту на горизонт була поширена на глибоких рудниках, оскільки існуючі машини й обладнання не могли забезпечити одноразовий підйом з глибини більше 80 — 100 м.
Треба зауважити, що за допомогою згаданих машин піднімали не тільки сухі вантажі (руду, породу), але й воду, а також опускали в шахту лісоматеріали (колоди, дошки), підвішуючи вантаж до підйомного канату. Пристрої мали гальмівну колодку, змочуючи поверхню якої змінювали силу зчеплення.

## Збагачення руд
Вперше систематизував знання про збагачення корисних копалин Ґ. Аґрікола у восьмій книзі праці «De Re Metallica». Він виділяє такі основні операції, застосовувані у збагаченні: селективне виймання, сортування, дроблення, подрібнення, грохочення, гравітаційні методи збагачення, промивання, амальгамування, а також підготовчі термічні методи (зокрема випалення), а також використання для збагачення корисних копалин рельєфу та природних потоків. Розглянемо стан розробленості цих технологічних процесів і операцій збагачення у середні віки.
Чи не вперше у гірництві Ґ. Аґрікола описує селективне виймання рудокопами рудного матеріалу при розробці рудних жил: «цінну руду вони відкладають у рудопромивні корита, а малоцінну кидають [окремо] в бадді». Якщо ж цього рудокоп не зробив на етапі виймання, то треба це зробити пізніше: «викопану руду треба уважно оглянути і відокремити частину, багату металом, від частини, яка не має металу» (зараз цю операцію попереднього збагачення називають «рудовибірка» або «сортування»). Ґ. Аґрікола так описує конструкцію рудорозбірного столу: «Найчастіше рудорозбірні столи виготовлені з щільно підігнаних дощок довжиною 4 фути, така ж і ширина стола; до трьох сторін столу припасовані борти висотою 1 фут, передній же край, де знаходиться розбірник руди, відкритий». Для дроблення великих шматків «рудорозбірники кладуть на кожний рудорозбірний стіл твердий і широкий камінь». Для рудовибірки на копальнях часто залучали не тільки чоловіків, але жінок і дітей, які «проводять цілі дні за рудорозбірним столом».
Великі шматки руди розколювали молотами, дробили і товкли, після чого вибирали багаті металом грудки, а пусту породу відкидали. Самородне срібло рудорозбірники сплющували, розрізали залізними зубилами або ножицями на шматки і направляли на плавлення. Для захисту від пошкоджень професійні рудорозбірники XVI ст. використовували захисні рукавиці та «наніжники», виготовлені з деревної кори.
Інколи перед рудорозбіркою руду піддавали термообробці (випалювали), що, по-перше, зменшувало її міцність, покращувало дробимість і, по-друге, дозволяло видалити (випалити) ряд шкідливих домішок — сірку, бітум, аурипігмент, реальгар тощо. При цьому вже у середньовіччі були вироблені різноманітні способи випалення конусоподібних куп руди на відкритому майданчику і у спеціальних печах; з добавками купоросу, колчедану, з попереднім змочуванням водою; у одну (дві, три) стадії. Інколи до випалювання видобутої руди її витримували в купах на відкритому повітрі — сонце, вітер, дощі, температурні коливання дещо розпушували рудний матеріал.
Подрібненню основної маси руд передував процес грохочення. Для виконання цієї операції використовували «короткий ящик» з мідною сіткою замість дна, який підв'язували до крюка на стовпі або гілки дерева. Робітник багаторазово притягував ящик заповнений рудою до себе і відпускав його, вдаряючи об стовп чи дерево. При цих сотрясіннях матеріал просіювався. Підрешітний продукт першого ящика (грохота) направляли у подібний «короткий ящик» але з меншими отворами сита, після чого ті ж операції повторювали (інколи змінюючи сита кілька разів). Для виділення найменших («пилеподібних») класів крупності застосовували мокре просіювання — шляхом прополіскування в діжці з водою.
Поверхнями просівання в таких грохотах були дротяні мідні та залізні сита, які підтримувалися прутами. Барабан сита — дерев'яний, виконаний у формі циліндра, скріплений залізними ободами. Чеські гірники для просіювання дрібнодисперсного матеріалу використовували також плетені кошики, які розгойдували і трясли у бадді чи діжці.
Дробленню піддавали окремі валуни й крупні класи руди (діаметром з горіх і більше), виділені при сортуванні, або шляхом просіювання (грохочення). Основні ручні знаряддя для подрібнення руд — залізні кувадла й бияки на довгих держаках. Про них Ґ. Аґрікола зазначав: «Широким боком цього залізного знаряддя робочі товчуть руду так само, як молотять зерно на току гладенькими дерев'яними ціпами, навішеними на ціповища».
Для механізації дробильного процесу надрешітний продукт піддавали дробленню ударним способом у дробарці, яку іноді називали «товчільний ящик». По суті вся його конструкція була підпорядкована одній меті — механізації процесу товчіння крупного матеріалу на міцній підложці (дубовій колоді, камені або залізній плиті) спеціальними товкачами із залізними наконечниками. Пристрій, зазвичай мав до десятка товкачів із залізними наконечниками і прямокутну робочу зону дроблення (з дубових колод, каменя або залізної плити). У Східних Альпах і Карпатах дробарки мали до 20 товкачів уряд і видовжену робочу зону дроблення. Товкачам надавали зворотно-поступального руху у вертикальній площині за допомогою обертів коловороту. Приводом, як правило, слугував водяний потік, але іноді використовували й працю людини. Зрозуміло, що вся схема працювала у періодичному режимі разом з грохотом: спершу дробарку завантажували крупними грудками руди, потім приводили до руху товкачі, після певного часу їх зупиняли, вивантажували подрібнену руду, просіювали її на ситі, завантажували нову порцію крупного класу руди разом з надрешітним матеріалом.
Проривне рішення в технології подрібнення порід застосував Йоганн фон Мальтітц (єпископ Мейссенський), який у 1512 році на саксонських руднях у Німеччині замість сухого застосував дроблення попередньо змоченого матеріалу (мокре дроблення), яке було більш ефективним. По суті емпірично (без розуміння фізичної природи явища) чи не вперше під час збагачення корисних копалин було використано розклинюючий ефект, який чинить вода у порах і мікротріщинах, зменшуючи у такий спосіб міцність суцільного рудного матеріалу, що полегшує його руйнування. Сьогодні це явище відоме під назвою «ефект Ребіндера» і застосовується при подрібненні різних корисних копалин, зокрема під час приготування водовугільного висококонцентрованого палива.
Крім описаних вище товчільних дробарок для руд благородних металів застосовували також жорна водних млинів, які розтирали рудний матеріал у порошкоподібну масу. Інколи технологію подрібнення суміщали з операцією промивки, після чого метал з руди вилучали методом амальгамування. Його виконували в послідовно встановлених переливних ємностях (бочках), куди поміщали ртуть. Пульпа золоторудної муки послідовно надходила у кожну бочку (з верхньої до нижньої), де перемішувалася з ртуттю. Частинки золота при контакті з ртуттю створювали золото-ртутну амальгаму (сплав ртуті з металом), пуста порода виокремлювалась. У подальшому ртуть випарювали зі сплаву й отримували золото.
Найбільшого ефекту збагачення досягали водною промивкою руд (гравітаційний метод). Ґ. Аґрікола описує шість способів промивки металовмісних руд: «у простому жолобі, у жолобі, який розгороджений дощечками, у великому баці, у короткому герді або планен-герді, похилому герді — шлемграбені, або на густому ситі». При цьому він називає ці способи «старими». У той же час застосовували і більш сучасні — модернізовані промивні машини, наприклад двоповерхові промивні жолоби, нижнє і верхнє відділення яких розділяло залізне сито (поєднання грохота і жолоба).
Гравітаційне збагачення виконували у жолобах (шлюзах) різних конструкцій, сучасним аналогом яких є вашгерд. Техніка гравітаційного збагачення корисних копалин, зокрема золота, олова і інших металів розсипних родовищ з високою питомою вагою, а також гранатів у водних потоках, що течуть по похилій поверхні досягла в часи пізнього середньовіччя доволі високого рівня. Показником цього є залучення до збагачення найтонших класів — для їх уловлювання застосовували покриття дна промивних жолобів шкірами волів чи коней, сукном тощо (сьогоднішні аналоги — ворсисті шлюзи). Для підвищення ефективності збагачення у шлюзах мийник (зазвичай хлопець) мав весь час перемішувати руду спеціальними гребками або струшувати жолоб. При цьому важкі часточки золота чи олова опускалися на дно і застрягали у ворсинах підстилки, а легші породні фракції вимивалися потоком води. Після накопичення значної кількості важкої фракції у ворсяній підстилці процес припиняли і споліскували її в окремій посудині, вилучаючи цінний метал.
Процес промивки водою, який використовується і сьогодні, забезпечував відмивання від щільного матеріалу пухких глинистих та тонких піщаних фракцій, які вловлювались у фільтрах, а найтонші — у мулонакопичувачах. Цікаво, що нинішні шламовідстійники та мулонакопичувачі мали своїх аналогів-попередників у середньовіччі. Так, у Саксонській Швейцарії, на притоках Ельби у XVI ст. було влаштовано ряд ставків-відстійників для тонкодисперсної оловоносної руди і ці відстійники були частиною технологічного циклу промивочних рудень.
Ґ. Аґрікола описує оригінальні способи гравітаційного збагачення (промивки) з використанням природних перепадів висот на шляхах водних потоків і невеликих річок (зокрема в горах). Суть технологічних рішень давніх гірників полягала у використанні снігових (льодовикових) або дощових вод для промивки корисних копалин. При цьому в ущелинах гір, на їх схилах влаштовувалися спеціальні штучні русла, канави, по яких спрямовувалися водні потоки. Після попереднього збагачення рудного матеріалу в таких природних умовах і сходження вод осад штучних русел (канав) видобувався і додатково збагачувався у промивних жолобах. Аґрікола вказує тут на досвід португальців, які ймовірно використовували окремі технології ще давньоримських аругій.
Підсумовуючи основні риси гірничих технологій середньовіччя зазначимо домінування ручної праці на всіх напрямках гірничих робіт і одночасний пошук можливостей застосування машин і пристроїв, що використовують кінний, водний і вітряний рушії (поширення вони знаходять здебільшого з XVI ст.). Технологічним переворотом для процесів руйнування гірських порід було застосування підривних робіт у гірничих виробках (1613 р.), що заклало підвалини високоефективних прохідницьких і експлуатаційних технологій, що використовуються й сьогодні. Для європейського гірництва пізнього середньовіччя характерні: спорудження виробок постійних перерізів, наявність схем їх раціонального розміщення у підземному просторі, функціональна спеціалізація виробок (експлуатаційні, транспортні, вентиляційні, водовідливні). Важливою організаційною подією розвитку гірничої техніки була офіційна підтримка винахідництва, чому сприяв авторитетний «Закон про патенти», прийнятий в Англії 1623 р. (основні його положення збереглися в сучасному патентному законодавстві). Виплата підприємцями чималих премій винахідникам стала помітним стимулом вдосконалення гірничих машин і технологій.